# Eyrein
Eyrein é uma comuna francesa na região administrativa da Nova Aquitânia, no departamento de Corrèze. Estende-se por uma área de 26,39 km². Em 2010 a comuna tinha 518 habitantes (densidade: 19,6 hab./km²).